# 萨蒂亚纳拉扬·辛格
萨蒂亚纳拉扬·辛格（以SNS之名为人所知，？—1984年）是印度共产主义政治家。

## 政治生涯
辛格是印度共产党（马列）的早期领导人之一，是其比哈尔邦书记。辛格受到比哈尔邦Bhojpur县欢迎。1948年时，辛格是印度共产党的地下干部。
辛格支持查鲁·马宗达的消灭阶级敌人路线，并在穆萨哈日（Mushahari）和比哈尔邦的其他地区一定程度上实施了它。然而在杀害富农问题上他不同意马宗达。 1968年至1969年，穆萨哈日的纳萨尔运动从夺取粮食作物发展到游击斗争和杀害地主。至1969年5月，这场运动包括5万人。 辛格于1969年认为，拒绝消灭路线意味着主张地主和农民之间的共存。辛格在文件《穆萨哈日及其教益》（Musahari and its lessons）中记录了他对这一阶段斗争的分析。
后来，辛格成为党内反对党总书记马宗达的异议领导人。到1970年7月，他拒绝消灭阶级敌人的政策，称其为“个体恐怖主义”。 1970年9月，辛格指控印共（马列）中央委员会遵循左翼宗派路线。辛格领导了反对马宗达的反抗，并建立了一个平行的中央委员会。 1971年11月，新的中央委员会正式宣布马宗达因“托派冒险主义路线”被党开除，并选举辛格为新总书记。 他的党被称为印度共产党（马列）临时中央委员会。
辛格的印共（马列）支持贾雅普拉卡什·纳拉扬于1974年发起的反紧急状态斗争。 辛格的印共（马列）反对四人帮，并支持华国锋在中国共产党的领导。
随着1977年紧急状态的解除，辛格开始赞成对国家采取更加和解的态度，例如就释放囚犯进行谈判。 同年，辛格的印共（马列）首次决定参加选举。 辛格的印共（马列）在西孟加拉邦提出了三名候选人，比哈尔邦一名，旁遮普邦一名。 在安得拉邦立法议会选举中，辛格在竞选活动期间参观了十个选区。
辛格于1984年因心脏病发作死亡。 在他去世前几个月，他的党与临时中央委员会的大部分与Vaskar Nandy保持距离的成员分裂。